# Grens tussen Brazilië en Suriname

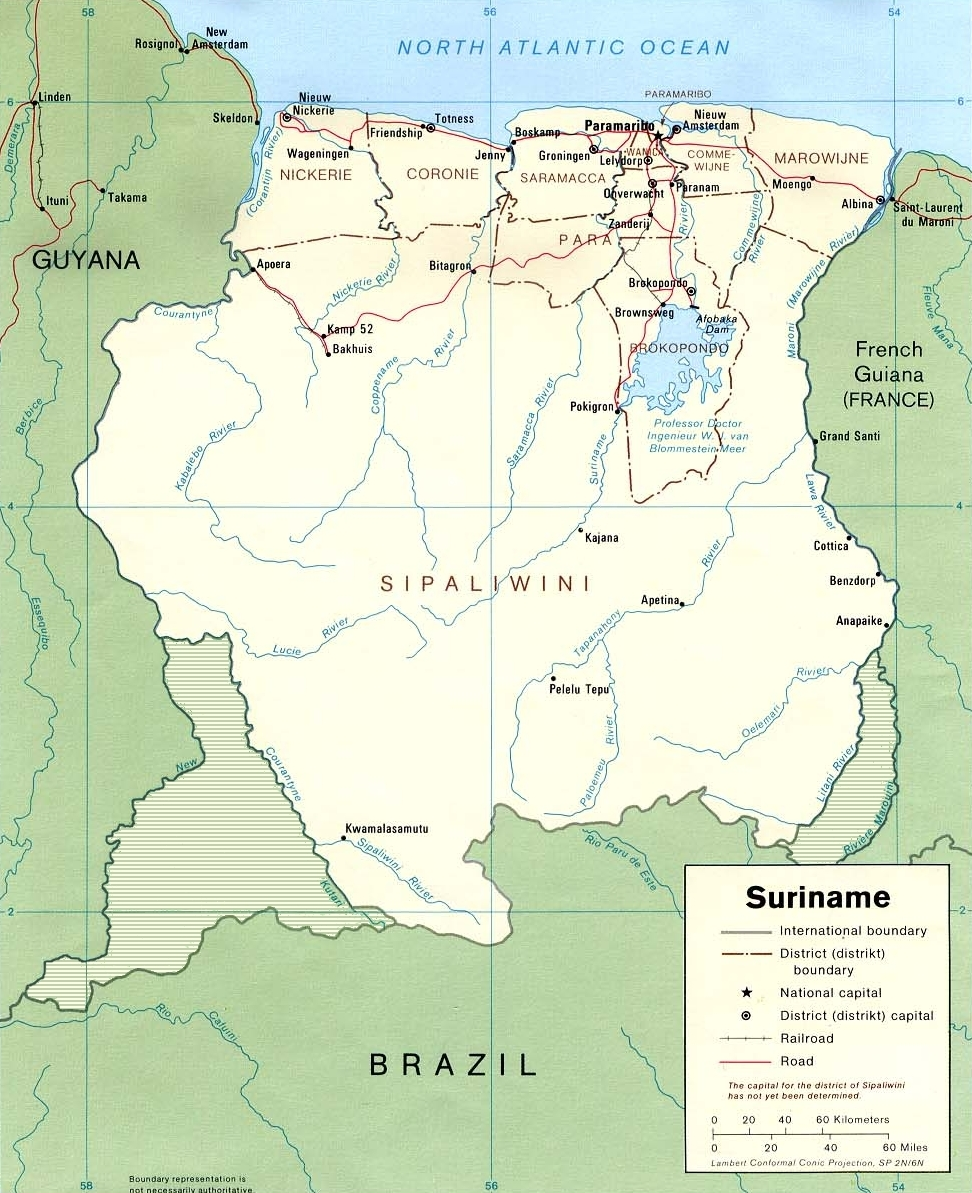

De grens tussen Brazilië en Suriname heeft een lengte van 593 kilometer. Het is de kortste internationale grens die Brazilië heeft met zijn buurlanden. De Surinaamse kant van de grens ligt geheel in Sipaliwini, het grootste district van het land, een laagbevolkt deel van Suriname hoofdzakelijk bedekt door tropisch regenwoud. De Braziliaanse kant van de grens wordt bijna volledig ingesloten door Pará, eveneens hoofdzakelijk bedekt met regenwoud, met slechts 52 km van de grens in het oosten met Amapá. Aan de Surinaamse kant van de grens is Kwamalasamoetoe de dichtstbijzijnde plaats. 
Het grensgebied tussen Brazilië en Suriname is heel geïsoleerd, met slechts enkele inheemse dorpen aan de rivieroevers. Er lopen geen geasfalteerde wegen over de grens, er zijn ook geen officiële grensposten.
De grenzen van Suriname zijn sinds lange tijd het onderwerp van grensgeschillen tussen Suriname en zijn buurlanden Frans-Guyana en Guyana. Alleen de grens met Brazilië is sinds 1906 onbetwist.

## Waterscheiding
De scheidslijn tussen de landen Brazilië en Suriname is een voorbeeld van waterscheiding, waarbij er geen hydrografische bekkens tussen de twee landen worden gedeeld en de grens daarom volledig droog is. Zo heeft Suriname geen toegang tot de rivieren van het Amazonebekken, die naar het zuiden stromen, noch heeft Brazilië toegang tot de rivieren van de Corantijn- en Marowijnebekkens, die uitmonden aan de Surinaamse kust.

## Geschiedenis
Vroege koloniale buitenposten in Zuid-Amerika, vooral in de Guyana's, waren grotendeels beperkt tot de kust en rivieren. Het dichte Amazone-regenwoud was moeilijk te doorkruisen. Dit leidde ertoe dat de grenzen tussen de binnengebieden van het Amazonegebied van Suriname, toen een kolonie van Nederland, en Brazilië pas enkele eeuwen na de ontdekking werden afgebakend.
Interesse om formeel te bepalen waar de grens tussen de twee naties lag, begon in de tweede helft van de 19e eeuw met onderhandelingen tussen Venezuela, Engeland, Frankrijk en Brazilië over de grenzen van Brits-Guiana en Frans-Guyana. De Nederlanders hadden vriendschappelijke betrekkingen met Brazilië onderhouden sinds de onafhankelijkheid van Portugal en verzochten te wachten met het definiëren van hun gedeelde grens om de onderhandelingen van Frankrijk en het Verenigd Koninkrijk niet te verstoren, die geïnteresseerd waren in het niet-opgeëiste Amazonegebied. Nadat Brazilië verdragen had ondertekend met Frankrijk (1900) en het Verenigd Koninkrijk (1904) om zijn noordelijke grenzen te definiëren, ondertekenden de Nederlanders op 5 mei 1906 het grensverdrag met Brazilië. Dit verdrag werd op 15 september 1908 in Den Haag bekrachtigd.
De instelling van twee commissies, een Braziliaanse en een Nederlandse, die zouden samenwerken om de grens af te bakenen, werd op 22 september 1931 ondertekend, maar de instelling ervan werd uitgesteld tot 1934. De Nederlandse commissie stond onder leiding van de Nederlandse viceadmiraal Conrad Carel Käyser en de Braziliaan Brás de Aguiar. De twee commissies kwamen op 30 april 1938 in Belém tot een concessie met hun rapport waarin stond dat de grens 593 kilometer meet en dat er 59 grenspalen waren geplaatst om deze te markeren.